# Klacks backe
Klacks backe är en gravhög från bronsålder vid Östra Sallerups kyrka.
Klacks backe är 20 meter i diameter och har en tre meter avplanad topp med en diameter på fem meter. Vid Riksantikvariatets granskning 1987 var backen  beväxt med tio granar och två ekar. Granarna togs bort 1991 och vegetationen domineras numera av lövträd.
Prästen Jöns Henriksson (1622-1689) i Östra Sallerup uppförde under 1600-talet ett lusthus, eller observatorium, högst upp på Klacks backe, från vilket han gjorde astronomiska observationer. Inga fysiska spår finns kvar av huset, men det visas som en illustration på en karta från 1684.